# Église de Vuolijoki
L'église de Vuolijoki (finnois : Vuolijoen kirkko) est  une église luthérienne située à Vuolijoki dans la municipalité de Kajaani en Finlande.

## Description

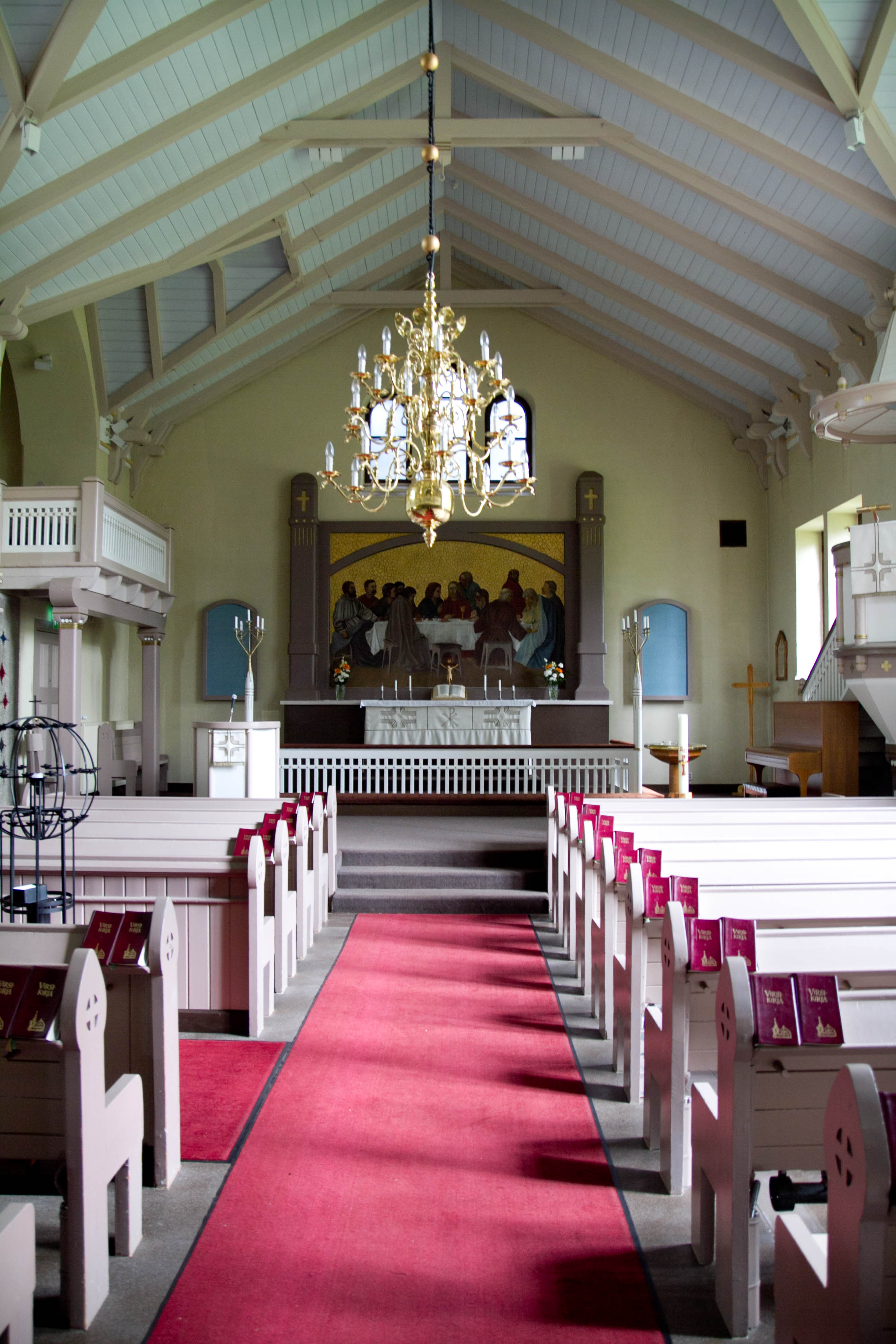
L'intérieur de l'église.

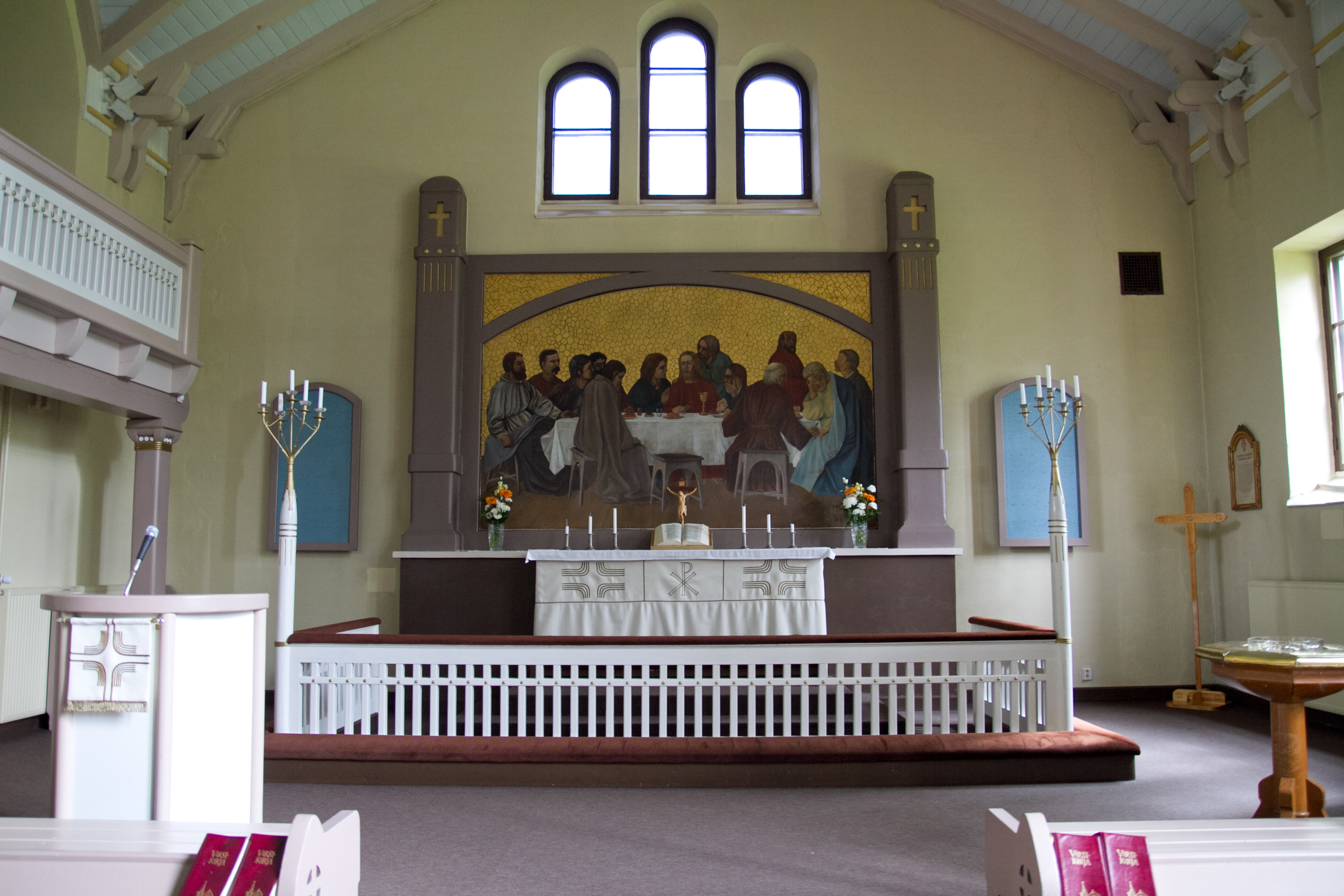
L'autel.

L'église de style nationaliste romantique est construite en 1906 selon les plans de l'architecte Josef Stenbäck. 
L'église est en granite gris, c'est la seule église en pierre de la région du Kainuu..
L'église dispose de 420 sièges.
En 1965, la fabrique d'orgues de Kangasala a fourni l'orgue à 13 jeux.
Le retable peint en 1906 par Josef Stenbäck est une reproduction de l'œuvre La Sainte Eucharistie d'Edvard Gebhard.